# Łaszt
Die Łaszt war eine polnische Volumeneinheit und als Last nicht ganz einheitlich in der Größe. Genutzt wurde sie als Getreidemaß. Der Scheffel (Korzec) war das variierende Maß in den Regionen. 
So hatte zum Beispiel der alte oder Warschauer Scheffel 6080 Pariser Kubikzoll, was 120,6052 Liter entsprach. Später lagen 128 Liter oder 6452,792 Pariser Kubikzoll zu Grunde.
- 1 Łaszt = 30 Korcy/Scheffel = 120 Ćwierć/Viertel = 960 Garniec/Garnitzen = 3840 Kwarta = 3840 Liter (Freistaat Krakau) (nach[1] 162182 Pariser Kubikzoll = 3212 4/5 Liter [errechnet 3217,10 Liter])
- 1 Łaszt = 30 Korcy/Scheffel = 240 Cwierci/Viertel = 1920 Garniec/Garnitzen = 7680 Kwarta = 193584 Pariser Kubikzoll = 3840 Liter (Polen)